# Disturbios de Pulaski
El disturbio de Pulaski fue un motín racial que ocurrió en Pulaski (Estados Unidos) el 7 de enero de 1868. Si bien el motín parecía estar basado en una disputa comercial del verano anterior entre Calvin Lamberth, un blanco, y Calvin Carter, un negro, las hostilidades se desencadenaron cuando Lamberth disparó contra un amigo de Carter por los rumores sobre la amante negra del primero.
Después de que Lamberth disparó contra el amigo de Carter, Whitlock Fields, muchos otros blancos armados vinieron de casas cercanas y atacaron a Carter y a otros siete hombres negros en una tienda de comestibles cercana. Aunque el alguacil dispuso un alto el fuego, después de que los libertos se reunieran en la puerta de la tienda, unos 18 blancos se apresuraron y les dispararon a quemarropa. Asesinaron a un hombre, hirieron de muerte a otro e hirieron a cuatro. Ningún blanco resultó herido ni procesado. El incidente fue investigado por la Oficina de Refugiados, Libertos y Tierras Abandonadas de Nashville.

## Antecedentes del incidente
En diciembre de 1865, los veteranos confederados blancos habían fundado el Ku Klux Klan, una organización secreta de vigilantes, en Pulaski. Se habían iniciado capítulos en muchas otras ciudades de Tennessee y otros estados. Los miembros generalmente operaban en grupos y a menudo amenazaban a las posibles víctimas por la noche, tratando de reprimir las acciones políticas de los negros y, a veces, las empresas económicas.
Michael Walsh, de la Oficina de Refugiados, Libertos y Tierras Abandonadas en Nashville, llegó a Pulaski el 9 de enero de 1868 para investigar e informar sobre los asesinatos y tiroteos en la ciudad. Se enteró de que Calvin Lamberth, un hombre blanco que era dueño de una tienda de comestibles, y Calvin Carter, un liberto, aparentemente tenían algún tipo de enemistad por una disputa comercial que comenzó el verano anterior. Carter puede haber estado relacionado con John Carter, otro liberto de la ciudad que era dueño de una tienda de comestibles. A los blancos les molestaba competir con hombres que habían sido esclavizados tan recientemente.
Pero la causa inmediata de la violencia fue que le dijeron a Lamberth que Carter y su amigo Whitlock Fields habían "amenazado" a su amante Black, advirtiéndole que se mantuviera alejada de su tienda. Lamberth encontró a Fields en la calle y le disparó dos veces con una pistola . Fields no pudo devolver el fuego porque su arma no funcionó. Al escuchar los disparos, más de 18 hombres blancos salieron corriendo de sus casas con pistolas y escopetas para reprimir cualquier violencia negra.
La mafia atacó la tienda de comestibles cercana del liberto John Carter. Allí se habían reunido ocho negros, incluido Calvin Carter. Aunque inicialmente fueron sorprendidos, algunos de ellos estaban armados, y juntos respondieron al fuego y mantuvieron a raya a los blancos. Después de muchas ráfagas de disparos, el alguacil de la ciudad dispuso un alto el fuego.
Cuando los negros salieron de la tienda, dieciocho de la turba blanca se abalanzaron sobre los hombres y les dispararon, matando a Orange Rhodes e hiriendo de muerte a Calvin Carter. Otros dos afroamericanos resultaron gravemente heridos y dos más fueron descritos como levemente heridos. Ninguno de los hombres blancos resultó herido.
Dada la preparación armada de los blancos y su acción grupal concertada contra los libertos, Walsh creía que probablemente eran miembros del Ku Klux Klan (KKK).
Además de los disturbios, los blancos mataron a personas negras en otros incidentes locales y llevaron a cabo campañas de hostigamiento general contra los libertos y sus simpatizantes en la zona. El motín fue una demostración del creciente poder del KKK en el condado de Giles y el área de Middle Tennessee.
Se dijo que los miembros del KKK cometieron más de 1.300 asesinatos  durante el período previo a las elecciones de 1868 .[cita requerida] La mayor parte de la violencia se dirigió contra los negros para intimidarlos y romper el apoyo republicano, aunque los carpetbagger y los scalawag también fueron blanco de ataques.

## Véase trambién
- Draft Riots